# Fracció egípcia
Una fracció egípcia és una suma de fraccions unitàries de denominadors diferents.
Tots els nombres racionals positius es poden escriure sota aquesta forma en un nombre infinit de maneres. Per començar l'exemple, descomponem una fracció en fraccions unitàries amb el mateix denominador, 
{\displaystyle {\frac {2}{5}}={\frac {1}{5}}+{\frac {1}{5}}\,}.
Ara, si s'exigeix que tots els denominadors siguin distints, com a l'Egipte antic, aquesta representació és tothora possible gràcies a la identitat
{\displaystyle {\frac {1}{a}}={\frac {1}{(a+1)}}+{\frac {1}{a(a+1)}}\,}
ja coneguda el 1202 pel matemàtic de l'edat mitjana Leonardo Fibonacci.
Així, en reprendre l'exemple susdit: 2/5 = 1/5 + 1/6 + 1/30. En aplicar el mateix procediment a cadascuna de les fraccions unitàries, 2/5 es pot desenvolupar com una multitud de fraccions egipcianes.
Es pot demostrar el mateix resultat fent servir les sèries harmòniques.
Aquesta mena de sumes, emprada seriosament per expressar les fraccions a l'Egipte antic, ha continuat fins al període medieval. En la notació matemàtica moderna, les fraccions egipcianes han estat substituïdes per les fraccions comunes i la notació decimal. Nogensmenys, les fraccions egipcianes segueixen essent un objecte d'estudi en la teoria dels nombres moderna i dins la matemàtica recreativa, així com en els estudis històrics moderns de la matemàtica antiga.